# Ruth de Meyere
Ruth Ingeborg Maria de Meyere, född 19 april 1895 i Torsås församling, Kalmar län, död 10 augusti 1993, var en svensk keramiker och skulptör.
Hon var dotter till Carl Olsson och Hilda Pettersson och gift med Jan de Meyere samt mor till Monica och Vilmund de Meyere. Hon studerade vid Tekniska skolan i Stockholm och under studieresor till Italien, Tyskland, Nederländerna och de nordiska länderna. Tillsammans med Lilian von Krusenstjerna ställde hon ut på Galleri Brinken i Stockholm 1952 och hon medverkade i samlingsutställningar arrangerade av Sveriges allmänna konstförening, Norrbottens läns hembygdsförening, Stockholms stadsmuseum och Föreningen Svenska Konstnärinnor. Hennes konst består av skulpturer i sten eller terrakotta samt krukor och fat i keramik. Hennes föremål signerades RM eller RdM.